# Hanan
Hanan (en japonés: 羽南, Hanan) (Shimotsuke, Tochigi, 11 de agosto de 2004) es una luchadora profesional japonesa, conocida por su paso por la promoción World Wonder Ring Stardom, donde ha sido campeona de los certámenes Goddess of Stardom Championship y Future of Stardom Championship.

## Carrera profesional

### World Wonder Ring Stardom

#### (2017-presente)
Hizo su debut en la lucha libre profesional el 9 de abril de 2017, enfrentando a Ruaka.
El 29 de diciembre de 2021, Hanan ganó su primer título, cuando derrotó a Ruaka por el Campeonato Futuro de Stardom.  El 19 de octubre de 2022, Hanan perdió la Futuro del Stardom Campeonato para Ami Sohrei.
El 20 de marzo de 2024, Hanan ganó el décimo Torneo Cenicienta anual, derrotando a Ami Sohrei en la final.
El 29 de diciembre de 2024, Hanan e Saya Iida derrotaron a Momo Watanabe y Thekla para ganar el Campeonato de las Diosas de Stardom.

## Biografía
Hanan tiene dos hermanas menores, Rina y Hina, las tres son luchadoras profesionales que compiten en Stardom.

## Campeonatos y logros
- World Wonder Ring Stardom
  - Future of Stardom Championship (1 vez)
  - Goddess of Stardom Championship (1 vez) – con Saya Iida
  - Cinderella Tournament (2024)